# هيروشي نايتو
هيروشي نايتو (باليابانية: 内藤廣؛ بالكانا: ないとう ひろし) هو مهندس معماري ياباني، ولد في 1950 في يوكوهاما في اليابان.